# Hygrotus armeniacus
Hygrotus armeniacus är en skalbaggsart som först beskrevs av Zaitzev 1927.  Hygrotus armeniacus ingår i släktet Hygrotus och familjen dykare. Inga underarter finns listade i Catalogue of Life.